# 全日本仏教青年会
全日本仏教青年会（ぜんにほんぶっきょうせいねんかい）は、日本の仏教諸宗派によって合同で設立された伝統仏教を代表する仏教青年団体。略称は全日仏青、英略称はJYBA。

## 概要
全日本仏教青年会（JYBA）は、1977年に設立された、日本全国の宗派・地域の垣根をこえて活動する仏教青年団体である。現在、9宗派の(天台宗・金峯山修験本宗・和宗・真言宗・浄土宗・融通念仏宗・臨済宗・曹洞宗・日蓮宗)全国青年会と4地域の仏教青年会が参加加盟している。
また、世界仏教徒青年連盟（WFBY）唯一の日本センターでもあり、全世界の仏教徒と交流を深めつつ、仏教文化の宣揚と世界平和の進展に寄与することを目指している。

## 加盟団体

### 宗派全国仏教青年会
- 天台仏教青年連盟
- 金峯山青年僧の会
- 和宗仏教青年連盟
- 全真言宗青年連盟
- 全国浄土宗青年会
- 融通念仏宗青年会
- 臨済宗青年僧の会
- 全国曹洞宗青年会
- 全国日蓮宗青年会

### 地域(都道府県)仏教青年会
- 埼玉県佛教青年会
- 神奈川県佛教青年会
- 大阪府佛教青年会
- (一社)神戸青年仏教徒会